# دولار ليبيري
الدولار الليبيري هو العملة المستخدمة في ليبيريا.

## الدولار الأول

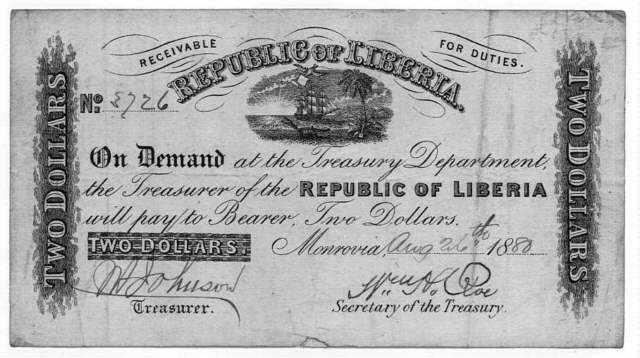
الدولار الليبيري في القرن التاسع عشر

صدر الدولار الليبيري الأول في عام 1847، وقد كان مربوطاً إلى الدولار الأمريكي حتى عام 1907، عندما اعتمد جنيه غرب أفريقيا البريطاني، الذي كان مربوطاً بالجنيه الاسترليني.

### العملات المعدنية
في عامي 1847 و 1862، اُصدرت عملات نحاسية من فئات سنت وسنتان وكانت العملات المعدنية الليبيرية الوحيدة حتى عام 1896، عندما ظهرت فئات 1 و 2 و 10 و 25 و 50 سنت.

### الأوراق النقدية
أصدرت وزارة الخزانة سندات نقدية بين عامي 1857 و 1880 بفئات 10 و 50 سنتًا و 1 و 2 و 3 و 5 و 10 دولارات.

## الدولار الثاني
حل الدولار الأمريكي محل جنيه غرب أفريقيا البريطاني في عام 1935. وبدءًا من عام 1937، أصدرت ليبيريا عملاتها المعدنية الخاصة التي اُستخدمت جنبًا إلى جنب مع الدولار الأمريكي. وبعد انتخاب حكومة تشارلز تايلور في عام 1997، ظهرت سلسلة جديدة من الأوراق النقدية بتاريخ 29 مارس 2000.

### عملات معدنية
في عام 1937، أُصدرت عملات معدنية من فئات ½ و 1 و 2 سنت. ثم اصدرت في عام 1960 عملات معدنية من فئات 1 و 5 و 10 و 25 و 50 سنتًا. واصدرت عملة 1 دولار في العام التالي.والخمسة دولار في عامي 1982 و 1985. وفقًا للكتالوج القياسي للعملات المعدنية العالمية لعام 2009، اصدرت العديد من العملات التذكارية (التي ضمت رؤساء الولايات المتحدة، والديناصورات، وحيوانات الأبراج الصينية، وما إلى ذلك) بفئات تتراوح من 1 إلى 2500 دولار بدءًا من السبعينيات حتى الوقت الحاضر.

### الأوراق النقدية
ظهرت الأوراق النقدية من فئة الخمسة دولارات في عام 1989 والتي كانت تحمل صورة جوزيف جنكينز روبرتس. وفي 29 مارس 2000، اصدر البنك المركزي الليبيري عملة «موحدة» جديدة. تحتوي كل عملة ورقية على صورة الرئيس السابق. وفي 27 يوليو 2016، أعلن البنك المركزي الليبيري أصدر عملات ورقية جديدة مع ميزات أمان محسّنة. وجميع الفئات هي نفس الإصدارات السابقة، مع 500 دولار جديدة.
عندما أصدرت الورقة 500 دولار، كانت قيمتها 5.50 دولارات أمريكية. ومنذ ذلك الحين انخفضت إلى 2.50 دولار أمريكي اعتبارًا من 20 ديسمبر 2019 ولا تزال تتراجع.
| اصدار 1999 | اصدار 1999 | اصدار 1999    | اصدار 1999          | اصدار 1999            | اصدار 1999      |
| الصورة     | القيمة     | اللون الرئيسي | الوصف               | الوصف                 | الوصف           |
| الصورة     | القيمة     | اللون الرئيسي | الوجه               | العكس                 | العلامة المائية |
| ---------- | ---------- | ------------- | ------------------- | --------------------- | --------------- |
|            | 5          | أحمر          | إدوارد جيمس روي     | امرأة تحصد الأرز      | شعار ليبيريا    |
|            | 10         | أزرق          | جوزيف جنكينز روبرتس | جمع المطاط            | شعار ليبيريا    |
|            | 20         | بني           | ويليام توبمان       | شباب                  | شعار ليبيريا    |
|            | 50         | بنفسجي        | صمويل دو            | عامل في مزرعة نخيل    | شعار ليبيريا    |
|            | 100        | أخضر          | ويليام تولبرت       | امرأة وطفلها في السوق | شعار ليبيريا    |

| اصدار 2016 | اصدار 2016 | اصدار 2016    | اصدار 2016          | اصدار 2016            | اصدار 2016      |
| الصورة     | القيمة     | اللون الرئيسي | الوصف               | الوصف                 | الوصف           |
| الصورة     | القيمة     | اللون الرئيسي | الوجه               | العكس                 | العلامة المائية |
| ---------- | ---------- | ------------- | ------------------- | --------------------- | --------------- |
|            | 5          | بنفسجي        | إدوارد جيمس روي     | امرأة تحصد الأرز      | شعار ليبيريا    |
|            | 10         | أزرق          | جوزيف جنكينز روبرتس | جمع المطاط            | شعار ليبيريا    |
|            | 20         | بني           | ويليام توبمان       | شباب                  | شعار ليبيريا    |
|            | 50         | أحمر          | صمويل دو            | عامل في مزرعة نخيل    | شعار ليبيريا    |
|            | 100        | أخضر          | ويليام تولبرت       | امرأة وطفلها في السوق | شعار ليبيريا    |
|            | 500        | بنفسجي        | رجل وامرأة          | فرس النهر وطفله       | شعار ليبيريا    |